# Пылью
Пылью (устар. Пыль-Ю) — река в России, течёт по территории Удорского района Республики Коми. Устье реки находится в 24 км по левому берегу реки Большая Лоптюга. Длина реки составляет 22 км.
Впадает в Большую Лоптюгу на высоте 105 м над уровнем моря.
Крупнейший приток — Юравый, впадает справа в 6 км от устья.

## Данные водного реестра
По данным государственного водного реестра России относится к Двинско-Печорскому бассейновому округу, водохозяйственный участок реки — Мезень от истока до водомерного поста у деревни Малонисогорская. Речной бассейн реки — Мезень.
Код объекта в государственном водном реестре — 03030000112103000043995.